# Большой сеульский парк
Большой сеульский парк (кор. 서울대공원, Seoul Dae Gongwon) или Сеульский Грэнд-парк (англ. Seoul Grand Park, Сеул Гранд Парк) представляет собой парковый комплекс к югу от Сеула, в городе Квачхон (кор. 과천시).
В парке находится множество объектов, в том числе:
- Холмы и походные тропы
- Зоопарк
- Детский зоопарк
- Розарий
- Парк развлечений
- Национальный музей современного искусства

До парка можно добраться по 4-й (голубой) линии метро Сеула (станция Сеул Гранд Парк). Бесплатный автобус от станции останавливается у музея искусства и верхнего входа в парк.

## Галерея

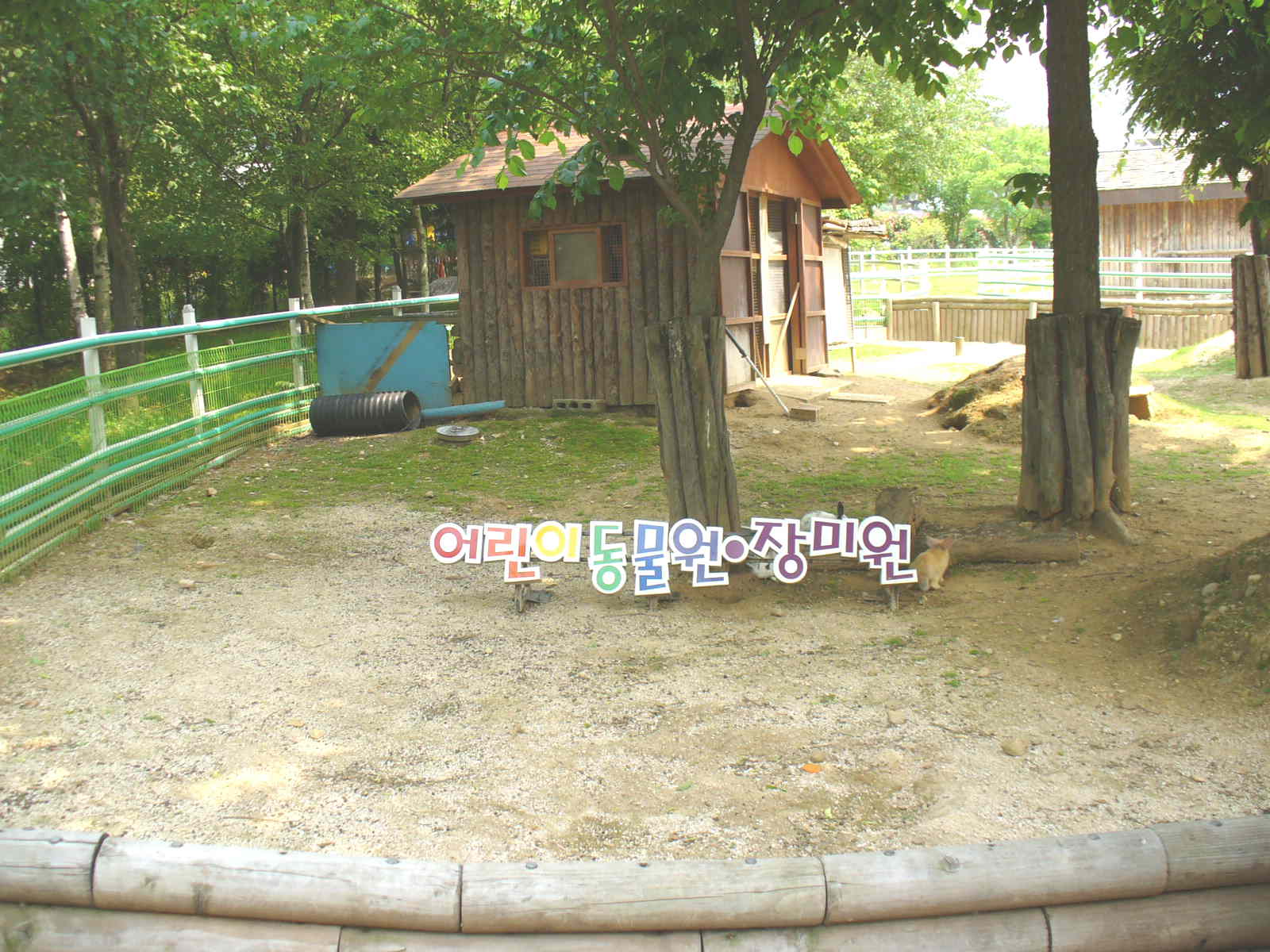
Вход в детский зоопарк
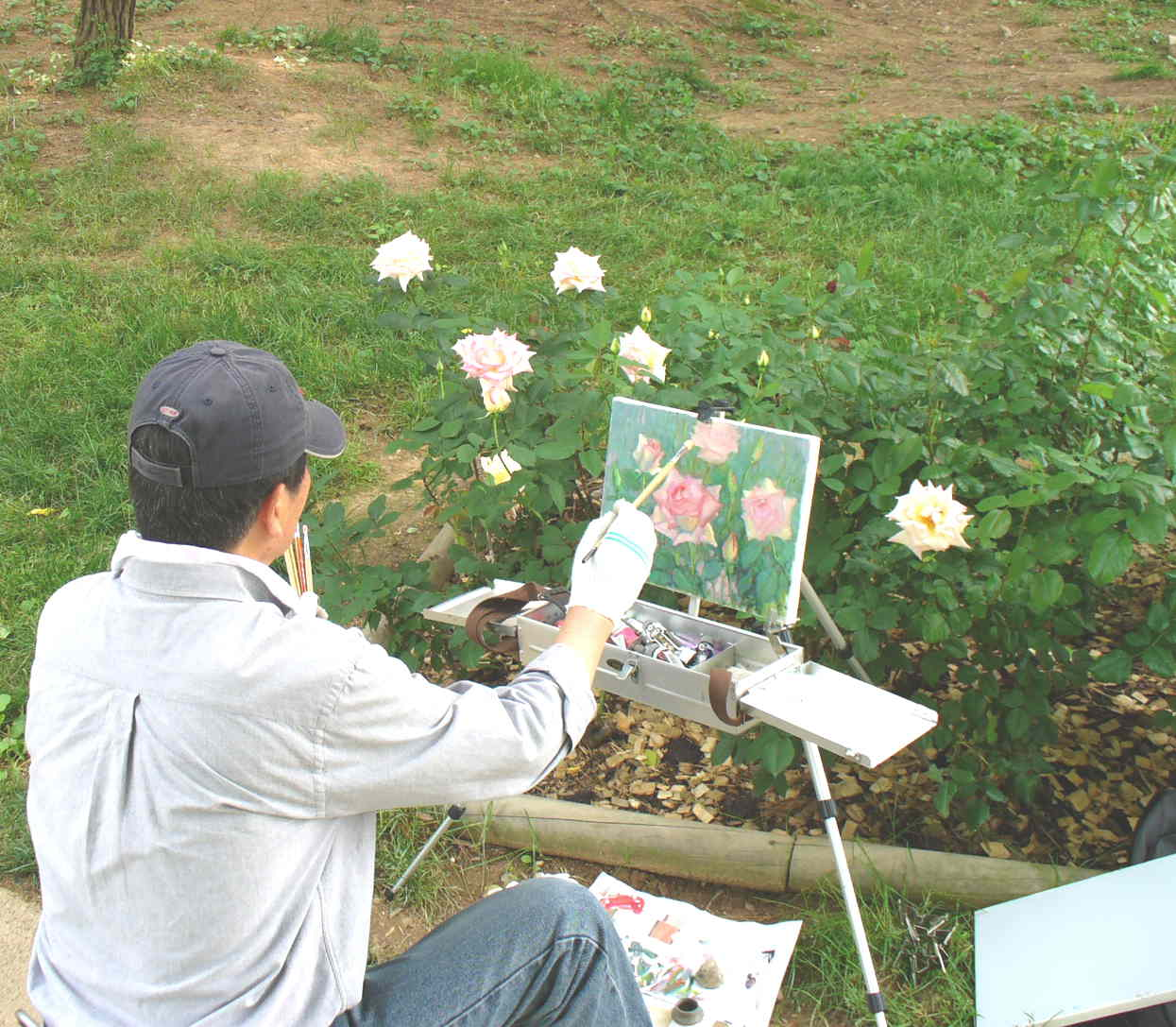
Сад роз в период цветения
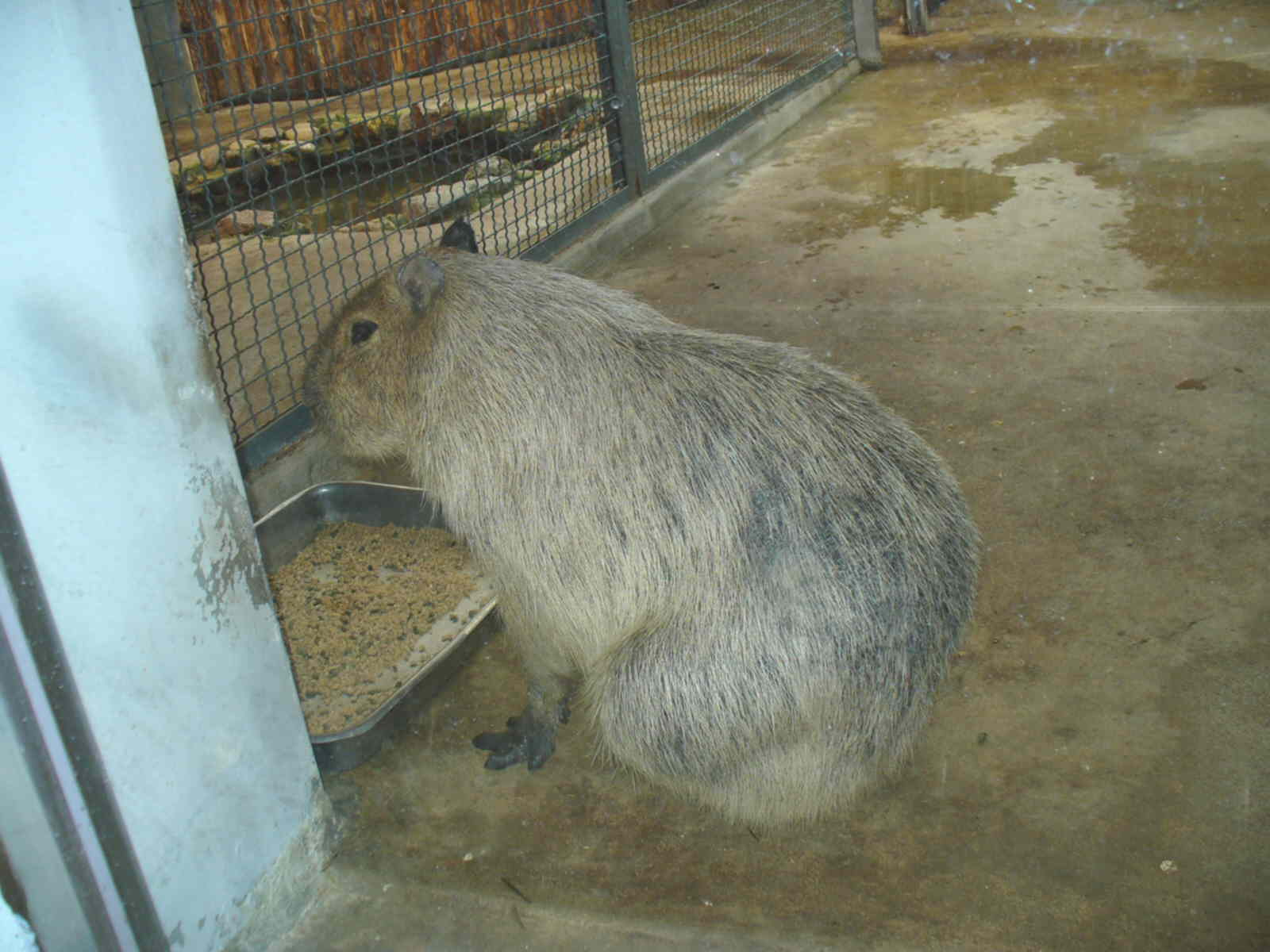
Капибара в сеульском Грэнд-парке
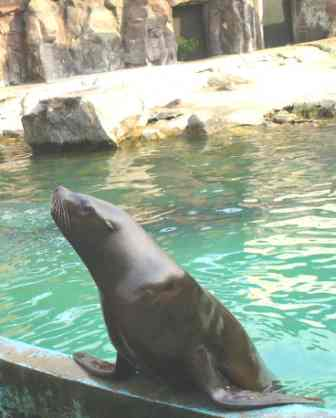
Морской лев в зоопарке